# ألجيرنون بلاكوود
ألجيرنون بلاكوود (بالإنجليزية: Algernon Blackwood) (14 مارس 1869، غرينتش في المملكة المتحدة - 10 ديسمبر 1951 في المملكة المتحدة)؛ كاتب، صحفي وروائي بريطاني.

## روابط خارجية
- ألجيرنون بلاكوود على موقع IMDb (الإنجليزية)
- ألجيرنون بلاكوود على موقع الموسوعة البريطانية (الإنجليزية)
- ألجيرنون بلاكوود على موقع ميوزك برينز (الإنجليزية)
- ألجيرنون بلاكوود على موقع ديسكوغز (الإنجليزية)
- ألجيرنون بلاكوود على موقع قاعدة بيانات الفيلم (الإنجليزية)